# باكابال
باكابال هي بلدية في البرازيل، تتبع مارانهاو، بلغ عدد سكانها 100٬014  نسمة، في 2010، تبلغ مساحتها 1٬683٫074 كيلومتر مربع.

## الموقع
تشترك في الحدود مع:
- Olho d'Água das Cunhãs [الإنجليزية]‏.

## أعلام
- مانويل ميسياس سيلفا كارفالهو
- روجيريو كوتينيو